# Galit Gutmann
Pour les articles homonymes, voir Gutmann.
Galit Gutmann, en hébreu : גלית גוטמן, née le 23 septembre 1972, est une actrice de télévision et un mannequin israélien,. Elle est mariée au photojournaliste Ziv Koren (en) et a deux filles. Elle commence sa carrière de mannequin après avoir gagné le prix Découverte de l'année et devient l'un des principaux modèles de son pays,.

## Filmographie
La filmographie de Galit Gutmann, comprend les films suivants  : 
- 2013 : Shilgiya Ve-Ha-Tzayad (Vidéo)
- 2009 : Neshot Htayasim (série télévisée)
- 2006 : Ha-Shir Shelanu (série télévisée)
- 2004-2011 : Eretz Nehederet (série télévisée)
- 2001 : Shemesh (série télévisée)
- 1998-2000 : Ramat Aviv Gimmel (série télévisée)

## Source de la traduction
- (en) Cet article est partiellement ou en totalité issu de l’article de Wikipédia en anglais intitulé « Galit Gutmann » (voir la liste des auteurs).